# Klara und Ludwig Krall
Klara Krall (* 12. Juni 1889 in Neudek als Klara Neudert; † 11. Dezember 1943 in Graz) und 
Ludwig  Krall (* 23. August 1888 in Neufisching bei Zeltweg; † 20. November 1943 in Graz) waren ein österreichisches sozialdemokratisches Ehepaar und Widerstandskämpfer gegen den Nationalsozialismus.

## Leben
Klara und Ludwig Krall waren österreichische Eheleute, die sich in der Zeit der Okkupation Österreichs durch das Deutsche Reich in ihrem Wohnort Trofaiach der Partisanen- und Widerstandsbewegung gegen die deutschen Besatzer angeschlossen hatten. Indem sie Nachrichtensendungen ausländischer Rundfunkstationen abhörten und diese Informationen an die im Ort und der Umgebung eingesetzten Zwangsarbeiter weitergaben, verstießen sie gegen die Unrechtsgesetze und Befehle des Naziregimes. In einem Prozess vor dem 6. Senat des Volksgerichtshofes wegen Wehrkraftzersetzung wurden sie am 23. Oktober 1943 zum Tode verurteilt. Bevor das Urteil am 11. Dezember an Klara vollstreckt wurde, hatte sich Ludwig der Vollstreckung durch den Freitod entzogen.

## Erinnerung
- 1996 wurde ein Denkmal am Trofaiacher Friedhof errichtet. Hier sowie auf der Gedenktafel im ehemaligen Hinrichtungsraum des Grazer Landesgerichts sind die Namen beider Widerstandskämpfer verzeichnet.[1]

- Durch einen Beschluss des Gemeinderates von Trofaiach vom 9. April 2009 wurde eine Straße des Ortes in „Klara-u.Ludwig-Krall-Weg“ benannt.